# Chevenon
Chevenon és un municipi francès, situat al departament del Nièvre i a la regió de Borgonya - Franc Comtat. L'any 2007 tenia 620 habitants.

## Demografia

### Població
El 2007 la població de fet de Chevenon era de 620 persones. Hi havia 242 famílies, de les quals 48 eren unipersonals (24 homes vivint sols i 24 dones vivint soles), 85 parelles sense fills, 89 parelles amb fills i 20 famílies monoparentals amb fills.
La població ha evolucionat segons el següent gràfic:
Habitants censats

### Habitatges
El 2007 hi havia 272 habitatges, 249 eren l'habitatge principal de la família, 5 eren segones residències i 17 estaven desocupats. 268 eren cases i 3 eren apartaments. Dels 249 habitatges principals, 194 estaven ocupats pels seus propietaris, 45 estaven llogats i ocupats pels llogaters i 9 estaven cedits a títol gratuït; 5 tenien dues cambres, 41 en tenien tres, 75 en tenien quatre i 128 en tenien cinc o més. 189 habitatges disposaven pel capbaix d'una plaça de pàrquing. A 91 habitatges hi havia un automòbil i a 143 n'hi havia dos o més.

### Piràmide de població
La piràmide de població per edats i sexe el 2009 era:
| Homes | Edats   | Dones |
| ----- | ------- | ----- |
| 4     | 95 o +  | 0     |
| 0     | 90 a 94 | 4     |
| 0     | 85 a 89 | 8     |
| 0     | 80 a 84 | 0     |
| 4     | 75 a 79 | 0     |
| 24    | 70 a 74 | 16    |
| 24    | 65 a 69 | 16    |
| 12    | 60 a 64 | 24    |
| 12    | 55 a 59 | 16    |
| 20    | 50 a 54 | 24    |
| 24    | 45 a 49 | 12    |
| 32    | 40 a 44 | 52    |
| 44    | 35 a 39 | 36    |
| 24    | 30 a 34 | 20    |
| 8     | 25 a 29 | 4     |
| 16    | 20 a 24 | 12    |
| 12    | 15 a 19 | 40    |
| 32    | 10 a 14 | 44    |
| 24    | 5 a 9   | 24    |
| 12    | 0 a 4   | 12    |

## Economia
El 2007 la població en edat de treballar era de 408 persones, 311 eren actives i 97 eren inactives. De les 311 persones actives 290 estaven ocupades (153 homes i 137 dones) i 21 estaven aturades (8 homes i 13 dones). De les 97 persones inactives 44 estaven jubilades, 32 estaven estudiant i 21 estaven classificades com a «altres inactius».

### Ingressos
El 2009 a Chevenon hi havia 245 unitats fiscals que integraven 624,5 persones, la mediana anual d'ingressos fiscals per persona era de 18.794 €.

### Activitats econòmiques
Dels 7 establiments que hi havia el 2007, 1 era d'una empresa extractiva, 1 d'una empresa alimentària, 2 d'empreses de construcció, 1 d'una empresa de comerç i reparació d'automòbils, 1 d'una empresa d'hostatgeria i restauració i 1 d'una empresa immobiliària.
Dels 4 establiments de servei als particulars que hi havia el 2009, 1 era un taller de reparació d'automòbils i de material agrícola, 1 fusteria, 1 lampisteria i 1 restaurant.
L'únic establiment comercial que hi havia el 2009 era una fleca.
L'any 2000 a Chevenon hi havia 17 explotacions agrícoles.

## Equipaments sanitaris i escolars
El 2009 hi havia una escola elemental.

## Poblacions més properes
El següent diagrama mostra les poblacions més properes.